# Шнеллер, Отниэль
Отниэль Шнеллер (ивр. עתניאל שנלר‎; род. 18 января 1952 года, Иерусалим, Израиль) — израильский политик, депутат кнессета (17, 18 созывы) от партии «Кадима».

## Биография
Отниэль Шнеллер родился 18 января 1952 года в городе Иерусалим, Израиль. Изучал иудаику и общественные науки в университете Бар-Илан, окончил его в 1978 году. Проходил службу в Армии обороны Израиля, закончив её в звании полковника.
В 2006 году впервые был избран в кнессет, от партии «Кадима». Вошел в состав комиссии по экономике, финансовой комиссии, комиссии по иностранным делам и безопасности, законодательной комиссии и комиссии по вопросам государственного контроля. Кроме того работал в составе нескольких подкомиссий (подкомиссия по вопросу безопасности, внешних отношений и международных торговых отношений и подкомиссия по вопросам отчета государственного контролера о размежевании).
В 2009 году был переизбран в кнессет 18-го созыва, назначен председателем подкомиссии по вопросу безопасности, внешних отношений и международных торговых отношений.
В кнессете 17-го и 18-го созывов работал заместителем спикера кнессета.
В декабре 2010 года Шнеллер вызвал вокруг себя общественный резонанс, обвинив русскоязычных израильтян в том, что они завезли в Израиль привычку водить автомобиль в нетрезвом виде.
После того, как были опубликованы фотографии депутата кнессета от партии «Балад» Ханин Зоаби в компании палестинских политических деятелей, ранее отбывавших сроки в израильских тюрьмах, Шнеллер призвал отправить депутата Ахмеда Тиби и Ханин Зоаби в сектор Газа.
Шнеллер женат, имеет четверых детей, живёт в поселении Маале-Михмас. Владеет ивритом и английским языком.